# Abadía de Forest
La Abadía de Forest fue fundada en 1150 a orillas de un arroyo afluente del 
río Senne, al sur de la ciudad de Bruselas. Abadía benedictina de «damas nobles», fue desconsagrada en 1796 y vendida al año siguiente. Los edificios que sobrevivieron el desmantelamiento son hoy un centro cultural dedicado a la celebración de seminarios, banquetes y exposiciones, perteneciente a la comuna bruselense de Forest. La abadía está catalogada como monumento histórico desde 1994.

## Origen y fundación
El abad de Affligem fundó en 1150, sobre un terreno donado por Gisleberto de Aalst, una comunidad de religiosas nobles, hermanas y esposas de nobles de la región que habían partido a las cruzadas. El propio Gisleberto confió al cuidado de la abadía a su madre y su hermana antes de partir a Tierra Santa. La ciudad de Forest solo contaba en esa época con unas cuantas casas al borde del río Geleytsbeek, afluente del Senne, cerca de una capilla consagrada a Alina de Dilbeek y de una pequeña iglesia parroquial de madera dedicada a San Dionisio.

## Historia

### Desarrollo y prosperidad
Puesto que las monjas benedictinas eran de clausura, los lugares de culto debían estar separados. A mediados del siglo XII comienza a construirse una nueva iglesia parroquial (la buiten-kerk). Las monjas conservan la antigua iglesia (la binnen-kerk), que será sustituida en el siglo XIV por un vasto monasterio. En 1193 se produce la traslación de las reliquias de Alina de Dilbeek a la abadía.
Durante un siglo, hasta 1238, la comunidad se mantiene bajo la autoridad del abad de Affligem, que vigila el cumplimiento de la disciplina religiosa y la regulación de la vida monástica del priorato de Forest. En 1239 se elige la primera abadesa de Forest, Petronila, hija de un Señor de Gante. La abadía pasa a depender del obispo de Cambrai.
Damas y doncellas de las mejores familias de la aristocracia y de la alta burguesía se unen a la comunidad. Las donaciones y las dotes permiten al monasterio realizar adquisiciones que aumentan su patrimonio. Con el tiempo, la abadía domina trece haciendas y grandes granjas, algunas bastante alejadas de Forest. Las obras de drenaje agrícola y de canalización permiten igualmente una buena explotación de las tierras al borde del Senne.
El poblado de Forest se desarrolla cerca de la abadía, que funciona como una pequeña ciudad. En el siglo XIII se completa el conjunto de edificios conventuales: sala capitular, biblioteca, refectorio, enfermería, sacristía, almacén y hospedería.
En el siglo XIV comienza la construcción de una gran iglesia abacial de 70 metros de largo que sustituirá a la antigua iglesia de San Dionisio. Esta iglesia abacial se termina en 1447. En el interior del recinto de la abadía se encuentran otras construcciones que aseguran la autarquía de la comunidad: horno de pan, cuadras, molino, granjas, cervecería, etc., así como una multitud de trabajadores domésticos, mujeres y hombres. En la abadía también se organizan obras de caridad, como comedores para indigentes y servicios sanitarios.

### Siglos turbulentos
Hacia finales del siglo XIV comienzan los problemas. Entre 1489 y 1490, el monasterio entra en declive a causa del conflicto armado que enfrenta al rey Carlos VIII de Francia y a Maximiliano I de Austria. Las desgracias se suceden: una epidemia de peste y una hambruna.
Aún más graves son las guerras de religión del siglo siguiente. En 1566 las monjas se ven obligadas a refugiarse en Bruselas, y la abadía es incendiada en 1582. En 1589, con el regreso de las religiosas, comienzan los trabajos de restauración. Un siglo después, entre 1684 y 1689, los conflictos con Francia, bajo el reinado de Luis XIV, ocasionan nuevas destrucciones y un empobrecimiento general de la región.

### Reconstrucción y final

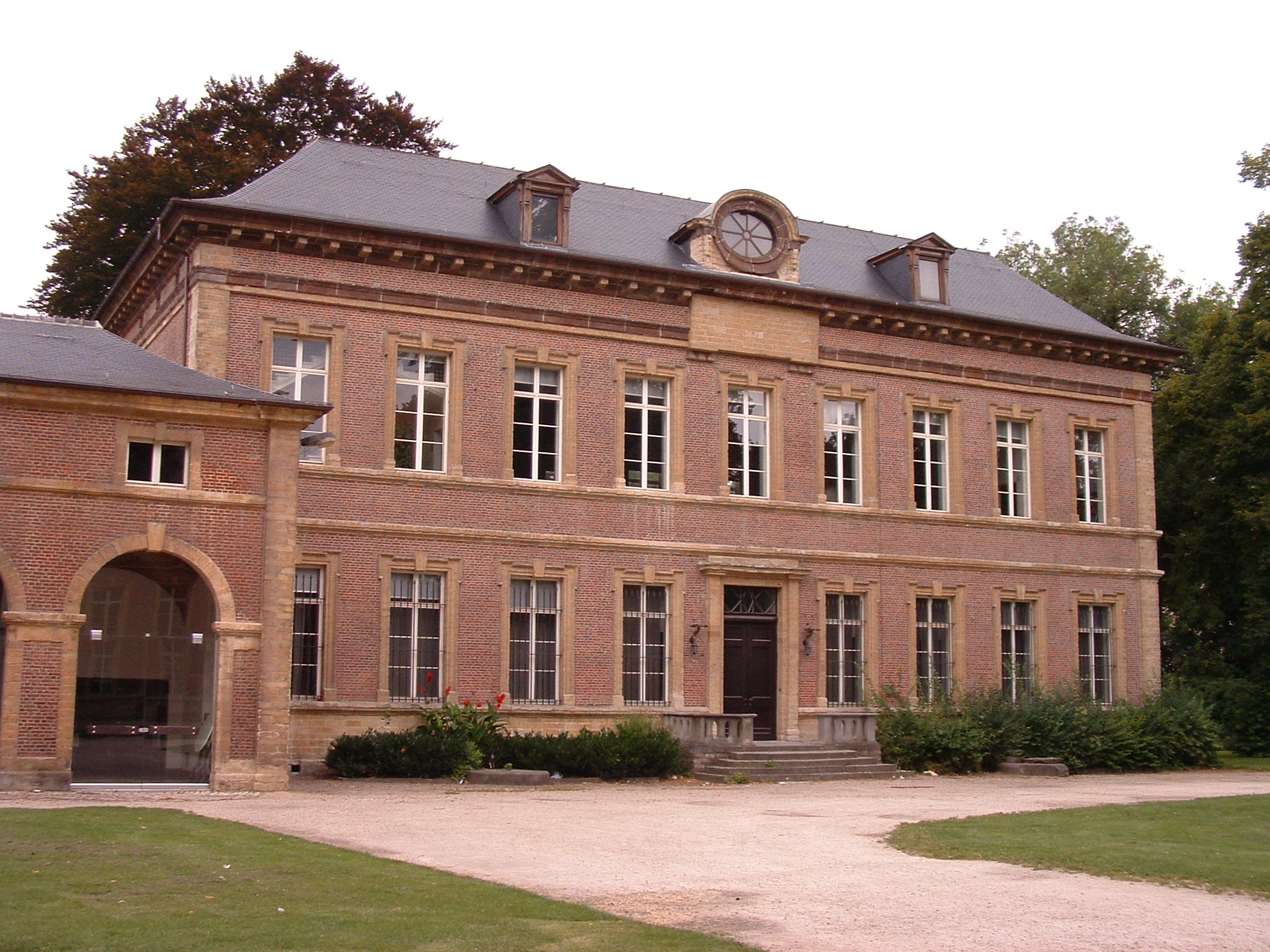
El llamado «priorato» construido por Dewez.

En 1764, un incendio accidental destruye de nuevo una parte de los edificios. La emprendedora abadesa de la época, Marie-Josèphe de Bousies, aprovecha para planear una abadía completamente nueva, como se hace en muchas otras durante este siglo de renovación. El arquitecto elegido es Laurent-Benoît Dewez, especializado en grandes conjuntos arquitectónicos. El proyecto, en el estilo neoclásico tan en boga en esa época, es grandioso, pero no llegará a terminarse por completo.  

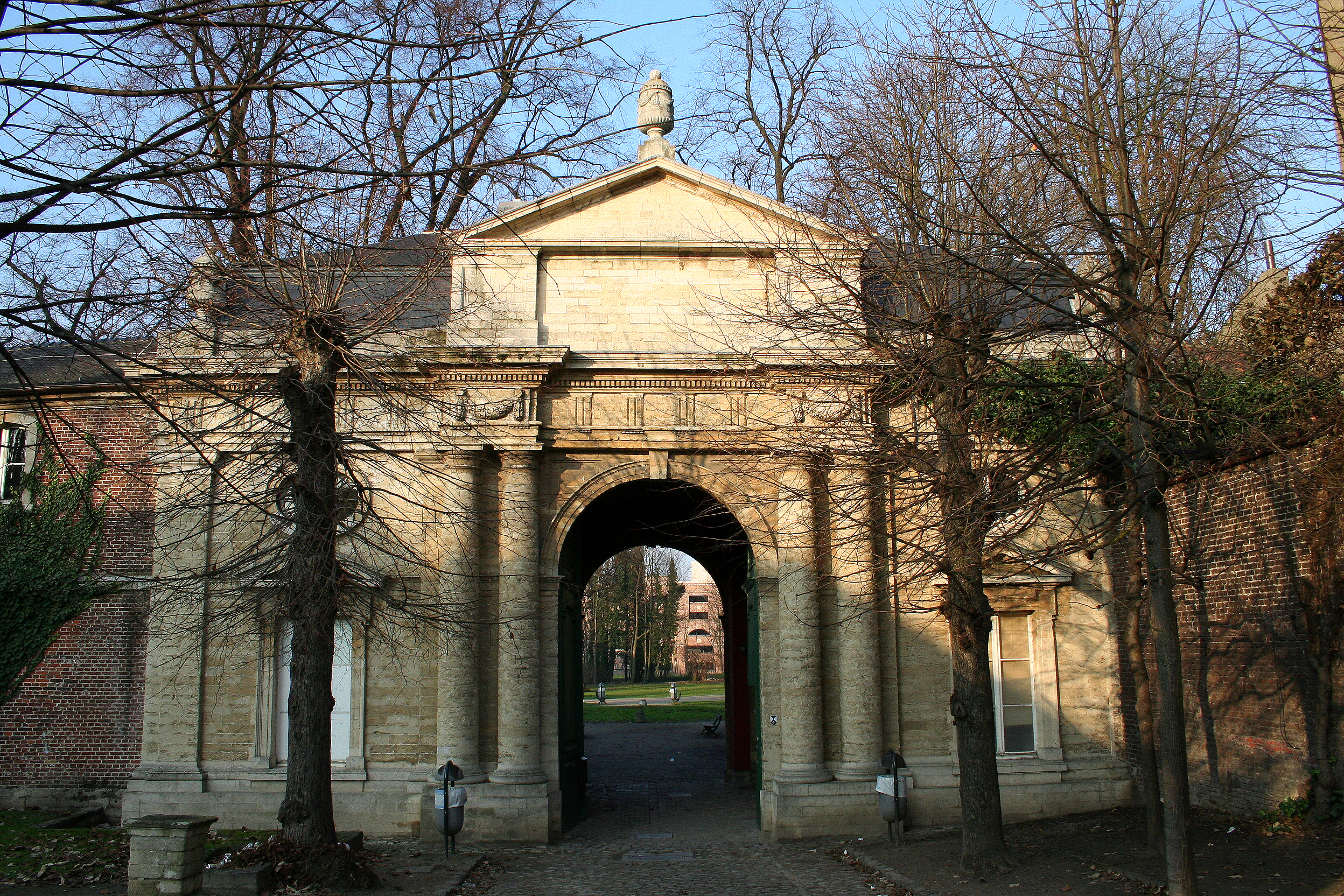
La fachada neoclásica de la abadía,

Finalmente, la iglesia abacial de estilo gótico y el claustro no se modificarán. Solo se construirán el edificio de la hospedería con su patio y la fachada de entrada con dependencias en forma semicircular.
Las obras se ralentizan a partir de 1770. Dewez delega en un discípulo que le sucede a la cabeza de los trabajos. Su actividad en la educación de jóvenes doncellas libra a la abadía en 1780 de las medidas de José II de Austria, quien para sanear las finanzas públicas y disminuir el peso del diezmo, hizo suprimir en todo el imperio los conventos considerados «inútiles». Pero en julio de 1794, temiendo la invasión de las tropas revolucionarias francesas, las religiosas huyen a Alemania llevándose archivos, reliquias y la urna relicario de Santa Alina de Dilbeek. Poco después de su partida, la abadía sufre el saqueo de los propios habitantes de Forest.
Un año después, en 1795, los bienes de la abadía son confiscados y puestos a la venta. Se salvan ciertas obras de arte: un políptico del siglo XVI con escenas de la vida de Santa Alina, y la gran cruz románica del siglo XII pasan a la iglesia vecina de San Dionisio de Forest. La comunidad se disuelve en 1796.
Un constructor adquirió el conjunto de los edificios en 1797 y organizó su desmantelamiento sistemático para aprovechar el material de construcción. Hacia 1810 se derriban la abadía y el claustro, y solo escapan a la demolición los edificios más recientes de Dewez. Las monjas vuelven de Alemania ese mismo año y se instalan en Bruselas, donde la última de ellas fallecerá en 1837.
Las reliquias de Santa Alina encontraron un lugar de honor en la iglesia parroquial de San Dionisio en 1823.

## La abadía en la actualidad
Lo que queda de la abadía, es decir, los edificios de la hostelería (llamados «castillo» y «priorato»), la portada, patio de honor y dependencias, pertenecen desde 1964 al municipio de Forest, que en 1968 llevó a cabo una completa restauración. El conjunto es hoy un activo centro cultural donde se organizan exposiciones, seminarios, banquetes y recepciones.

## Productos
La cerveza Abbaye de Forest es una cerveza rubia de alta fermentación con una graduación de 6,5 %. Hoy la produce la cervecería de Silly respetando la tradición iniciada por las abadesas benedictinas y los cerveceros de la abadía.